# Phytocoris cowaniae
Phytocoris cowaniae är en insektsart som beskrevs av Stonedahl 1988. Phytocoris cowaniae ingår i släktet Phytocoris och familjen ängsskinnbaggar. Inga underarter finns listade i Catalogue of Life.